# El sexto sentido (álbum)
El sexto sentido es el noveno álbum de estudio de la cantante mexicana Thalía, fue lanzado el 19 de julio de 2005 por la compañía discográfica EMI Latin. Su música abarca varios géneros modernos: pop latino, R&B, dance pop. El disco, que también tiene una versión con DVD, descubre mucho de la personalidad y la vida de su intérprete. Trae música más madura y exigente, rítmica y muy pegadiza.
Con este álbum, Thalía colaboró nuevamente con el compositor y productor colombiano Estéfano. El sexto sentido es un álbum cantado en español, con excepción de las tres canciones traducidas al inglés al final del mismo. El álbum en general fue bien planeado, bien hecho e interpretado con emociones. En él se habla de la pérdida de un ser querido como en «Olvídame», el optimismo en «No me voy a quebrar», la diversión como en «Seducción» y hasta un punto extremadamente sexy en «Sabe bien».
Cuatro sencillos fueron lanzados del álbum; el primero fue «Amar sin ser amada», canción que ha calado instantáneamente en el público femenino logrando así los primeros puestos de las listas latinoamericanas y de algunos países de Europa. Los tres sencillos siguientes, «Un alma sentenciada», «Seducción» y «Olvídame» tuvieron un éxito moderado en las listas. Se lanzó también una edición japonesa en el 2006, que incluida una versión reguetón de la versión en inglés de «Amar sin ser amada», más un DVD con un vídeo de mensajes especiales de Thalía en inglés para sus fanes en Japón y los vídeos oficiales de «Amar sin ser amada» (en sus dos versiones, español e inglés). Es un disco bastante ecléctico musicalmente, con una línea instrumental muy electrónica en comparación con sus trabajos discográficos anteriores.
En 2006 se publicó una reedición del álbum con el nombre de El sexto sentido Re+Loaded, que incluyó tres canciones inéditas que no aparecieron en el disco original. De aquí se desprendieron dos sencillos: «Cantando por un sueño» y «No, no, no», este último es un dueto con el cantante Anthony "Romeo" Santos. La reedición obtuvo una nominación a los Premios Grammy Latinos de 2006 en la categoría «mejor álbum pop vocal femenino».

## Contenido
El Sexto Sentido es un álbum principalmente de pop latino y dance-pop con ligeras influencias de R&B. Contiene algunas baladas (como "Un alma sentenciada" y "Olvídame"), canciones pop (como "Un sueño para dos"), una canción de pop rock / tango ("Amar sin ser amada") y canciones de baile latino (como "Seducción" y "No me voy a quebrar"). También hizo un cover de "Amor prohibido", que pertenece a la compañera latina Selena, Thalía interpretó la canción en vivo en Selena ¡VIVE!, concierto en 2005 y "24000 Besos (24000 Baci)", un éxito italiano de los años 60 de Adriano Celentano.
Por otro lado, El Sexto Sentido Re + Loaded (una reedición de este disco) incluyó la canción estilo bachata-balada "No, no, no" con el cantante estadounidense Anthony "Romeo" Santos.
El Sexto Sentido trae la composición y producción del reconocido compositor Estéfano. El álbum también ha sido nominado en los premios Latin Billboard Awards y Latin Grammy 2005 y 2006.
Este álbum fue un éxito financiero a nivel internacional según Leila Cobo de Billboard y se convirtió en el primer lanzamiento en español en los Estados Unidos en tener una campaña de preorden a través de iTunes.

## Desempeño comercial
El Sexto Sentido debutó en el número 3 en el Billboard Top Latin Albums de Estados Unidos y en el número 63 en el Billboard 200 de Estados Unidos con ventas de 25.000 copias. El álbum se mantuvo lejos de ser el número uno en la lista Billboard Top Latin Albums por Fijación Oral Vol. 1, que vendió 60.000 copias esa semana. El álbum también debutó en el número 2 en la lista Billboard Latin Pop Albums de Estados Unidos. El 28 de julio de 2005, sólo dos semanas después del lanzamiento del álbum, El Sexto Sentido fue certificado oro en México por AMPROFON por ventas / envíos de 50,000 copias dentro del país. El álbum fue certificado Oro en Argentina. A pesar de que la canción "24000 Besos (24000 Baci)" no fue lanzada como sencillo, alcanzó el puesto # 83 en Rumania.
Se estima que desde su lanzamiento el álbum a vendido más de 3 millones de copias en todo el mundo.

## Lista de canciones
El sexto sentido/The Sixth Sense (CD)
| N.º | Título                                                                    | Escritor(es)                                                                                       | Duración |
| --- | ------------------------------------------------------------------------- | -------------------------------------------------------------------------------------------------- | -------- |
| 1   | «Amar sin ser amada»                                                      | Estéfano, José Luis Pagán                                                                          | 3:32     |
| 2   | «Seducción»                                                               | Estéfano, José Luis Pagán                                                                          | 4:02     |
| 3   | «Un sueño para dos»                                                       | Estéfano, José Luis Pagán                                                                          | 4:00     |
| 4   | «Sabe bien»                                                               | Estéfano, Julio C. Reyes                                                                           | 4:14     |
| 5   | «24000 besos» («24000 baci»)                                              | Adriano Celentano, Lucio Fulci, Piero Vivarelli (Adapt. al español por Estéfano y José Luis Pagán) | 3:20     |
| 6   | «Olvídame»                                                                | Estéfano (letra), Julio C. Reyes (música)                                                          | 4:10     |
| 7   | «No puedo vivir sin ti»                                                   | Estéfano, José Luis Pagán                                                                          | 4:20     |
| 8   | «Un alma sentenciada»                                                     | Estéfano, José Luis Pagán                                                                          | 3:42     |
| 9   | «No me voy a quebrar»                                                     | Estéfano, José Luis Pagán                                                                          | 3:52     |
| 10  | «Loca»                                                                    | Estéfano (letra y música), José Luis Pagán (música)                                                | 4:27     |
| 11  | «Empezar de "0"»                                                          | Thalía                                                                                             | 3:14     |
| 12  | «Amor prohibido» (Homenaje a Selena)                                      | A.B. Quintanilla III, Pete Astudillo                                                               | 3:02     |
| 13  | «You Know He Never Loved You» (Versión en inglés de «Amar sin ser amada») | Estéfano, José Luis Pagán (Letra en inglés por Thalía)                                             | 3:35     |
| 14  | «Seduction» (Versión en inglés de «Seducción»)                            | Estéfano, José Luis Pagán (Letra en inglés por Thalía, Alexandra Taveras y Sheppard)               | 4:06     |
| 15  | «A Dream for Two» (Versión en inglés de «Un sueño para dos»)              | Estéfano, José Luis Pagán (Letra en inglés por Thalía, Alexandra Taveras y Sheppard)               | 3:59     |

| El sexto sentido/The Sixth Sense: Special Edition (DVD) |                                                        |          |  |
| N.º                                                     | Título                                                 | Duración |  |
| 1.                                                      | «El mundo de Thalía/Thalía's World» (Documental Video) |          |  |
| 2.                                                      | «Acción y reacción» (Official Music Video)             |          |  |
| 3.                                                      | «Seducción» (Performance from New York City)           |          |  |
| 4.                                                      | «Amar sin ser amada» (Behind the Scenes)               |          |  |

### Edición japonesa
| Edición Japón (The Sixth Sense) (CD) |                                                                |                                       |                                                   |          |  |
| N.º                                  | Título                                                         | Letras                                | Música                                            | Duración |  |
| 1.                                   | «Amar sin ser amada*» (Reggaeton Mix)                          | Estéfano · José Luis Pagán            | Estéfano · José Luis Pagán                        | 3:21     |  |
| 2.                                   | «You Know He Never Loved You» («Amar sin ser amada» en inglés) | Thalía                                | Estéfano · José Luis Pagán                        | 3:35     |  |
| 3.                                   | «Seduction» («Seducción» en inglés)                            | Thalía · Alexandra Taveras · Sheppard | Estéfano · José Luis Pagán                        | 4:06     |  |
| 4.                                   | «A Dream for Two» («Un sueño para dos» en inglés)              | Thalía · Alexandra Taveras · Sheppard | Estéfano · José Luis Pagán                        | 3:59     |  |
| 5.                                   | «Amar sin ser amada»                                           | Estéfano · José Luis Pagán            | Estéfano · José Luis Pagán                        | 3:32     |  |
| 6.                                   | «Seducción»                                                    | Estéfano · José Luis Pagán            | Estéfano · José Luis Pagán                        | 4:02     |  |
| 7.                                   | «Un sueño para dos»                                            | Estéfano · José Luis Pagán            | Estéfano · José Luis Pagán                        | 4:00     |  |
| 8.                                   | «Sabe bien»                                                    | Estéfano · Julio C. Reyes             | Estéfano · Julio C. Reyes                         | 4:14     |  |
| 9.                                   | «24000 Besos» («24000 baci»)                                   | Estéfano · José Luis Pagán            | Adriano Celentano · Lucio Fulci · Piero Vivarelli | 3:20     |  |
| 10.                                  | «Olvídame»                                                     | Estéfano                              | Julio C. Reyes                                    | 4:10     |  |
| 11.                                  | «No puedo vivir sin ti»                                        | Estéfano · José Luis Pagán            | Estéfano · José Luis Pagán                        | 4:20     |  |
| 12.                                  | «Un alma sentenciada»                                          | Estéfano · José Luis Pagán            | Estéfano · José Luis Pagán                        | 3:42     |  |
| 13.                                  | «No me voy a quebrar»                                          | Estéfano · José Luis Pagán            | Estéfano · José Luis Pagán                        | 3:52     |  |
| 14.                                  | «Loca»                                                         | Estéfano                              | Estéfano · José Luis Pagán                        | 4:27     |  |
| 15.                                  | «Empezar de "0"»                                               | Thalía                                | Thalía                                            | 3:14     |  |
| 16.                                  | «Amor prohibido»                                               | A.B. Quintanilla III · Pete Astudillo | A.B. Quintanilla III · Pete Astudillo             | 3:02     |  |

| Edición Japón (The Sixth Sense) (DVD) |                                                      |          |  |
| N.º                                   | Título                                               | Duración |  |
| 1.                                    | «Message Fans of Thalía»                             | 2:42     |  |
| 2.                                    | «You Know He Never Loved You» (Official Music Video) | 3:39     |  |
| 3.                                    | «Amar sin ser amada» (Official Music Video)          | 3:39     |  |

Nota: En la pista 1 del disco japonés, la canción fue escrita bajo el título en inglés de forma errónea, siendo que la letra está en español.

## Portada
Según Thalía: "La portada revela a una mujer en un balance especial. Si pones atención hay una luz que entra en su cabeza por su lado izquierdo y por ese lado se percibe y por el otro se da. Ella está recibiendo la luz para luego compartirla".

## El sexto sentido: Re+Loaded
El 14 de febrero de 2006 se lanzó una reedición de El sexto sentido con el nombre de El sexto sentido: Re+Loaded en México, (29 de mayo en España, 6 de junio en EUA). Contiene nueva portada y contraportada, así como un remix de «Un alma sentenciada» y tres canciones inéditas.
1. "Cantando por un sueño" - El tema musical del programa de televisión de Televisa del mismo nombre, que dio la partida para el relanzamiento del álbum de la cantante que vendió un millón de copias). Fue publicada como el primer sencillo de la reedición.
2. "No, no, no" - Dueto con Anthony "Romeo" Santos, vocalista del grupo Aventura. Fue publicada como el segundo y último sencillo de la reedición.
3. "La super chica" - Dedicada al ego de todas aquellas mujeres que son muy seguras de sí mismas.
4. "Un alma sentenciada [Hex Hector Remix]"

- Nota: "Loca", "Amor prohibido" y todas las canciones en inglés del disco original fueron removidas.

### Canciones
| El sexto sentido (Re+Loaded) |                                          |                                                                                                 |          |  |
| N.º                          | Título                                   | Escritor(es)                                                                                    | Duración |  |
| 1.                           | «Cantando por un sueño»                  | Estéfano                                                                                        | 4:12     |  |
| 2.                           | «No, no, no» (con Romeo Santos)          | Romeo Santos                                                                                    | 4:11     |  |
| 3.                           | «Amar sin ser amada»                     | Estéfano · José Luis Pagán                                                                      | 3:32     |  |
| 4.                           | «Seducción»                              | Estéfano · José Luis Pagán                                                                      | 4:02     |  |
| 5.                           | «Un sueño para dos»                      | Estéfano · José Luis Pagán                                                                      | 4:00     |  |
| 6.                           | «Sabe bien»                              | Estéfano · Julio C. Reyes                                                                       | 4:14     |  |
| 7.                           | «24000 besos» («24000 baci»)             | Adriano Celentano · Lucio Fulci · Piero Vivarelli Adapt. al español: Estéfano · José Luis Pagán | 3:20     |  |
| 8.                           | «Olvídame»                               | Estéfano (letra) · Julio C. Reyes (música)                                                      | 4:10     |  |
| 9.                           | «No puedo vivir sin ti»                  | Estéfano · José Luis Pagán                                                                      | 4:20     |  |
| 10.                          | «Un alma sentenciada»                    | Estéfano · José Luis Pagán                                                                      | 3:42     |  |
| 11.                          | «No me voy a quebrar»                    | Estéfano · José Luis Pagán                                                                      | 3:52     |  |
| 12.                          | «Empezar de "0"»                         | Thalía                                                                                          | 3:14     |  |
| 13.                          | «Un alma sentenciada» (Hex Hector Remix) | Estéfano · José Luis Pagán                                                                      | 3:38     |  |
| 14.                          | «La súper chica»                         | Chris Rodríguez · Lilly Ponce · Michael Cosculluela                                             | 4:00     |  |

## Listas musicales

### Semanales
| Lista (2005)                              | Mejor posición |
| ----------------------------------------- | -------------- |
| Argentine Albums (CAPIF)                  | 2              |
| Greece International Albums (IFPI Greece) | 5              |
| Japan Albums (Oricon)                     | 63             |
| México Albums (AMPROFON)                  | 2              |
| España (PROMUSICAE)                       | 41             |
| Estados Unidos (Billboard 200)            | 63             |
| Estados Unidos (Top Latin Albums)         | 3              |
| Estados Unidos (Latin Pop Albums)         | 2              |

### Anuales
| Lista (2005)                  | Posición |
| ----------------------------- | -------- |
| México (Mexican Albums Chart) | 59       |

## Certificaciones y ventas
| País | Certificación      | Ventas   |
| --- | ------------------ | -------- |
| Argentina (CAPIF) | Oro                | 20,000x  |
| Colombia | Oro                | 20,000   |
| México | Oro                | 50,000^  |
| Estados Unidos | 2× Platino (Latin) | 200,000^ |
| *las cifras de ventas sobre la base de la certificación por sí sola ^cifras de envíos sobre la base de la certificación por sí sola xcifras no especificadas sobre base de la certificación por sí sola |                    |          |